# 78-ма гренадерська дивізія (Третій Рейх)
78-ма гренадерська дивізія (Третій Рейх) (нім. 78. Grenadier-Division) — гренадерська піхотна дивізія Вермахту за часів Другої світової війни. 9 жовтня 1944 року переформована на 78-му фольксгренадерську дивізію Вермахту.

## Історія
78-ма гренадерська дивізія створена 18 липня 1944 року на фондах розгромленої на Східному фронті в операції «Багратіон» 78-ї штурмової дивізії. Формування проводилось у тиловій смузі групи армій «Центр» за рахунок особового складу 78-ї штурмової та підрозділів 543-ї гренадерської дивізій. 9 жовтня 1944 року переформована на 78-у фольксгренадерську дивізію Вермахту.

## Райони бойових дій
- СРСР (центральний напрямок) (липень — жовтень 1944).

## Командування

### Командири
- Генерал від інфантерії Зігфрід Расп (нім. Siegfried Rasp) (18 липня — 23 вересня 1944)
- Генерал-майор Алоїз Вебер (нім. Alois Weber) (23 вересня — 9 жовтня 1944)

### Підпорядкованість
| Час    | Корпус       | Армія       | Група армій (округ) | Штаб             |
| ------ | ------------ | ----------- | ------------------- | ---------------- |
| 1944   |              |             |                     |                  |
| липень | XI корпус СС | 17-та армія | Група армій «Центр» | Західна Галичина |

## Склад
| 1944                                   |
| -------------------------------------- |
| 14-й гренадерський полк                |
| 195-й гренадерський полк               |
| 215-й гренадерський полк               |
| 178-й артилерійський полк              |
| 5-й мінометний дивізіон                |
| 189-й загін штурмових гармат           |
| 293-й зенітний дивізіон                |
| 178-й протитанковий дивізіон           |
| 178-й інженерний батальйон             |
| 178-й дивізійний батальйон зв'язку     |
| 178-ме дивізійне управління постачання |

## Нагороджені дивізії
Нагороджені дивізії
Нагороджені Сертифікатом Пошани Головнокомандувача Сухопутних військ для військових формувань Вермахту за збитий літак противника
- 16 травня 1942 — 3-тя рота 195-го піхотного полку за дії 2 березня 1942 (133);
- 19 червня 1942 — 2-га рота 215-го піхотного полку за дії 17 квітня 1942 (164);
- 10 серпня 1942 — 62-га батарея 178-го артилерійського полку за дії 28 травня 1942 (195);
- 1 листопада 1943 — 1-ша транспортна рота 178-го командування дивізійного тилу за дії 15 липня 1943 (419);
- 1 травня 1944 — штабна рота 215-го штурмового полку за дії 12 грудня 1943 (474).

|  | Кавалери Нагрудного знаку ближнього бою в золоті                                                           | 1 |
|  | Кавалери Золотого Німецького Хреста                                                                        | 123 |
|  | Кавалери Срібного Німецького Хреста                                                                        | 1 |
|  | Кавалери Лицарського хреста Залізного хреста з Дубовим листям                                              | 2 (№ 309 обер-фельдфебель Йозеф Шрейбер — 05.10.1943 № 743 оберст-лейтенант Георг Герхардт — 19.02.1945) |
|  | Кавалери Лицарського хреста Залізного хреста                                                               | 33 |
|  | Кавалери Почесної відзнаки Сухопутних військ «Почесна застібка на орденську стрічку для Сухопутних військ» | 30 |

- Нагороджені Сертифікатом Пошани Головнокомандувача Сухопутних військ (6)
- Нагороджені Сертифікатом Пошани Головнокомандувача Сухопутних військ за збитий літак противника (4)